# Formule 1 in 2000

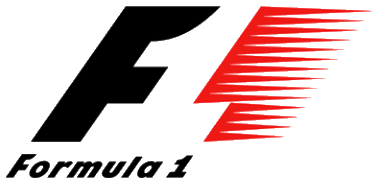
Formule 1 logo

Het Formule 1-seizoen 2000 was het 51ste FIA Formula One World Championship seizoen. Het begon op 12 maart en eindigde op 22 oktober na zeventien races. Het seizoen werd overschaduwd door een crash tijdens de GP van Italië waarbij de marshal Paolo Ghislimberti om het leven kwam.
Michael Schumacher wordt voor de 3e keer wereldkampioen.
Jaguar Racing nam Stewart Grand Prix over.
Alle teams reden dit jaar met banden geleverd door Bridgestone.

## Kalender

Landen die in 2000 een Grand Prix organiseerden zijn getoond in het groen, voormalige organiserende landen zijn getoond in het donkergrijs.

| GP nr. | Ronde | Grand Prix                 | Circuit                        | Plaats                    | Datum        |
| ------ | ----- | -------------------------- | ------------------------------ | ------------------------- | ------------ |
| 647    | 1     | GP van Australië           | Albert Park Street Circuit     | Melbourne                 | 12 maart     |
| 648    | 2     | GP van Brazilië            | Autódromo José Carlos Pace     | São Paulo                 | 26 maart     |
| 649    | 3     | GP van San Marino          | Autodromo Enzo e Dino Ferrari  | Imola                     | 9 april      |
| 650    | 4     | GP van Groot-Brittannië    | Silverstone Circuit            | Silverstone               | 23 april     |
| 651    | 5     | GP van Spanje              | Circuit de Barcelona-Catalunya | Montmeló                  | 7 mei        |
| 652    | 6     | GP van Europa              | Nürburgring GP-Strecke         | Nürburg                   | 21 mei       |
| 653    | 7     | GP van Monaco              | Circuit de Monaco              | Monte Carlo               | 4 juni       |
| 654    | 8     | GP van Canada              | Circuit Gilles Villeneuve      | Montreal (Quebec)         | 18 juni      |
| 655    | 9     | GP van Frankrijk           | Circuit de Nevers Magny-Cours  | Magny-Cours               | 2 juli       |
| 656    | 10    | GP van Oostenrijk          | A1 Ring                        | Spielberg bei Knittelfeld | 16 juli      |
| 657    | 11    | GP van Duitsland           | Hockenheimring                 | Hockenheim                | 30 juli      |
| 658    | 12    | GP van Hongarije           | Hungaroring                    | Mogyoród                  | 13 augustus  |
| 659    | 13    | GP van België              | Circuit de Spa-Francorchamps   | Stavelot                  | 27 augustus  |
| 660    | 14    | GP van Italië              | Autodromo Nazionale Monza      | Monza                     | 10 september |
| 661    | 15    | GP van de Verenigde Staten | Indianapolis Motor Speedway    | Indianapolis (Indiana)    | 24 september |
| 662    | 16    | GP van Japan               | Circuit Suzuka                 | Suzuka                    | 8 oktober    |
| 663    | 17    | GP van Maleisië            | Sepang International Circuit   | Sepang                    | 22 oktober   |

### Kalenderwijziging in 2000
- De GP van de Verenigde Staten keerde na een afwezigheid van acht jaar weer terug op de kalender van de Formule 1.

## Ingeschreven teams en coureurs
De volgende teams en coureurs namen deel aan het 'FIA Wereldkampioenschap F1' 2000. Alle teams reden met banden geleverd door Bridgestone.
| Inschrijving                 | Constructeur       | Chassis    | Motor                 | Nr. | Coureur               | Ronde   |
| ---------------------------- | ------------------ | ---------- | --------------------- | --- | --------------------- | ------- |
| West McLaren Mercedes        | McLaren-Mercedes   | MP4/15     | Mercedes FO110J       | 1   | Mika Häkkinen         | Alle    |
| West McLaren Mercedes        | McLaren-Mercedes   | MP4/15     | Mercedes FO110J       | 2   | David Coulthard       | Alle    |
| Scuderia Ferrari Marlboro    | Ferrari            | F1-2000    | Ferrari 049           | 3   | Michael Schumacher    | Alle    |
| Scuderia Ferrari Marlboro    | Ferrari            | F1-2000    | Ferrari 049           | 4   | Rubens Barrichello    | Alle    |
| Benson & Hedges Jordan       | Jordan-Mugen-Honda | EJ10 EJ10B | Mugen-Honda MF-301 HE | 5   | Heinz-Harald Frentzen | Alle    |
| Benson & Hedges Jordan       | Jordan-Mugen-Honda | EJ10 EJ10B | Mugen-Honda MF-301 HE | 6   | Jarno Trulli          | Alle    |
| Jaguar Racing F1 Team        | Jaguar-Cosworth    | R1         | Cosworth CR-2         | 7   | Eddie Irvine          | Alle *1 |
| Jaguar Racing F1 Team        | Jaguar-Cosworth    | R1         | Cosworth CR-2         | 7   | Luciano Burti         | 10 *1   |
| Jaguar Racing F1 Team        | Jaguar-Cosworth    | R1         | Cosworth CR-2         | 8   | Johnny Herbert        | Alle    |
| BMW WilliamsF1 Team          | Williams-BMW       | FW22       | BMW E41               | 9   | Ralf Schumacher       | Alle    |
| BMW WilliamsF1 Team          | Williams-BMW       | FW22       | BMW E41               | 10  | Jenson Button         | Alle    |
| Mild Seven Benetton Playlife | Benetton-Playlife  | B200       | Playlife FB02         | 11  | Giancarlo Fisichella  | Alle    |
| Mild Seven Benetton Playlife | Benetton-Playlife  | B200       | Playlife FB02         | 12  | Alexander Wurz        | Alle    |
| Gauloises Prost Peugeot      | Prost-Peugeot      | AP03       | Peugeot A20           | 14  | Jean Alesi            | Alle    |
| Gauloises Prost Peugeot      | Prost-Peugeot      | AP03       | Peugeot A20           | 15  | Nick Heidfeld         | Alle    |
| Red Bull Sauber Petronas     | Sauber-Petronas    | C19        | Petronas SPE 04A      | 16  | Pedro Diniz           | Alle    |
| Red Bull Sauber Petronas     | Sauber-Petronas    | C19        | Petronas SPE 04A      | 17  | Mika Salo             | Alle    |
| Arrows F1 Team               | Arrows-Supertec    | A21        | Supertec FB02         | 18  | Pedro de la Rosa      | Alle    |
| Arrows F1 Team               | Arrows-Supertec    | A21        | Supertec FB02         | 19  | Jos Verstappen        | Alle    |
| Telefónica Minardi Fondmetal | Minardi-Fondmetal  | M02        | Fondmetal RV10        | 20  | Marc Gené             | Alle    |
| Telefónica Minardi Fondmetal | Minardi-Fondmetal  | M02        | Fondmetal RV10        | 21  | Gastón Mazzacane      | Alle    |
| Lucky Strike BAR Honda       | BAR-Honda          | 002        | Honda RA000E          | 22  | Jacques Villeneuve    | Alle    |
| Lucky Strike BAR Honda       | BAR-Honda          | 002        | Honda RA000E          | 23  | Ricardo Zonta         | Alle    |

*1 Eddie Irvine was ingeschreven voor de GP van Oostenrijk maar reed niet omdat hij ziek was. Luciano Burti was zijn vervanger in de tiende seizoensronde.

## Resultaten en klassement

### Grands Prix
| Ronde | Grand Prix                 | Poleposition       | Snelste ronde      | Winnende coureur   | Winnende constructeur | Verslag |
| ----- | -------------------------- | ------------------ | ------------------ | ------------------ | --------------------- | ------- |
| 1     | GP van Australië           | Mika Häkkinen      | Rubens Barrichello | Michael Schumacher | Ferrari               | Verslag |
| 2     | GP van Brazilië            | Mika Häkkinen      | Michael Schumacher | Michael Schumacher | Ferrari               | Verslag |
| 3     | GP van San Marino          | Mika Häkkinen      | Mika Häkkinen      | Michael Schumacher | Ferrari               | Verslag |
| 4     | GP van Groot-Brittannië    | Rubens Barrichello | Mika Häkkinen      | David Coulthard    | McLaren-Mercedes      | Verslag |
| 5     | GP van Spanje              | Michael Schumacher | Mika Häkkinen      | Mika Häkkinen      | McLaren-Mercedes      | Verslag |
| 6     | GP van Europa              | David Coulthard    | Michael Schumacher | Michael Schumacher | Ferrari               | Verslag |
| 7     | GP van Monaco              | Michael Schumacher | Mika Häkkinen      | David Coulthard    | McLaren-Mercedes      | Verslag |
| 8     | GP van Canada              | Michael Schumacher | Mika Häkkinen      | Michael Schumacher | Ferrari               | Verslag |
| 9     | GP van Frankrijk           | Michael Schumacher | David Coulthard    | David Coulthard    | McLaren-Mercedes      | Verslag |
| 10    | GP van Oostenrijk          | Mika Häkkinen      | David Coulthard    | Mika Häkkinen      | McLaren-Mercedes      | Verslag |
| 11    | GP van Duitsland           | David Coulthard    | Rubens Barrichello | Rubens Barrichello | Ferrari               | Verslag |
| 12    | GP van Hongarije           | Michael Schumacher | Mika Häkkinen      | Mika Häkkinen      | McLaren-Mercedes      | Verslag |
| 13    | GP van België              | Mika Häkkinen      | Rubens Barrichello | Mika Häkkinen      | McLaren-Mercedes      | Verslag |
| 14    | GP van Italië              | Michael Schumacher | Mika Häkkinen      | Michael Schumacher | Ferrari               | Verslag |
| 15    | GP van de Verenigde Staten | Michael Schumacher | David Coulthard    | Michael Schumacher | Ferrari               | Verslag |
| 16    | GP van Japan               | Michael Schumacher | Mika Häkkinen      | Michael Schumacher | Ferrari               | Verslag |
| 17    | GP van Maleisië            | Michael Schumacher | Mika Häkkinen      | Michael Schumacher | Ferrari               | Verslag |

### Puntentelling
Punten worden toegekend aan de top zes geklasseerde coureurs. 
| Positie | 01e0 | 02e0 | 03e0 | 04e0 | 05e0 | 06e0 |
| Punten  | 10   | 6    | 4    | 3    | 2    | 1    |

### Klassement bij de coureurs
| Pos. | Nr. | Coureur               | Grands Prix | Grands Prix | Grands Prix | Grands Prix | Grands Prix | Grands Prix | Grands Prix | Grands Prix | Grands Prix | Grands Prix | Grands Prix | Grands Prix | Grands Prix | Grands Prix | Grands Prix | Grands Prix | Grands Prix | Punten |
| Pos. | Nr. | Coureur               | AUS         | BRA         | SMR         | GBR         | SPA         | EUR         | MON         | CAN         | FRA         | OOS         | DUI         | HON         | BEL         | ITA         | VST         | JPN         | MAL         | Punten |
| ---- | --- | --------------------- | ----------- | ----------- | ----------- | ----------- | ----------- | ----------- | ----------- | ----------- | ----------- | ----------- | ----------- | ----------- | ----------- | ----------- | ----------- | ----------- | ----------- | ------ |
| 1    | 3   | Michael Schumacher    | 1           | 1S          | 1           | 3           | 5P          | 1S          | DNFP        | 1P          | DNFP        | DNF         | DNF         | 2P          | 2           | 1P          | 1P          | 1P          | 1P          | 108    |
| 2    | 1   | Mika Häkkinen         | DNFP        | DNFP        | 2PS         | 2S          | 1S          | 2           | 6S          | 4S          | 2           | 1P          | 2           | 1S          | 1P          | 2S          | DNF         | 2S          | 4S          | 89     |
| 3    | 2   | David Coulthard       | DNF         | DSQ         | 3           | 1           | 2           | 3P          | 1           | 7           | 1S          | 2S          | 3P          | 3           | 4           | DNF         | 5S          | 3           | 2           | 73     |
| 4    | 4   | Rubens Barrichello    | 2S          | DNF         | 4           | DNFP        | 3           | 4           | 2           | 2           | 3           | 3           | 1S          | 4           | DNFS        | DNF         | 2           | 4           | 3           | 62     |
| 5    | 9   | Ralf Schumacher       | 3           | 5           | DNF         | 4           | 4           | DNF         | DNF         | 14†         | 5           | DNF         | 7           | 5           | 3           | 3           | DNF         | DNF         | DNF         | 24     |
| 6    | 11  | Giancarlo Fisichella  | 5           | 2           | 11          | 7           | 9           | 5           | 3           | 3           | 9           | DNF         | DNF         | DNF         | DNF         | 11          | DNF         | 14          | 9           | 18     |
| 7    | 22  | Jacques Villeneuve    | 4           | DNF         | 5           | 16†         | DNF         | DNF         | 7           | 15†         | 4           | 4           | 8           | 12          | 7           | DNF         | 4           | 6           | 5           | 17     |
| 8    | 10  | Jenson Button         | DNF         | 6           | DNF         | 5           | 17†         | 10†         | DNF         | 11          | 8           | 5           | 4           | 9           | 5           | DNF         | DNF         | 5           | DNF         | 12     |
| 9    | 5   | Heinz-Harald Frentzen | DNF         | 3           | DNF         | 17†         | 6           | DNF         | 10†         | DNF         | 7           | DNF         | DNF         | 6           | 6           | DNF         | 3           | DNF         | DNF         | 11     |
| 10   | 6   | Jarno Trulli          | DNF         | 4           | 15†         | 6           | 12          | DNF         | DNF         | 6           | 6           | DNF         | 9           | 7           | DNF         | DNF         | DNF         | 13          | 12          | 6      |
| 11   | 17  | Mika Salo             | DSQ         | DNS         | 6           | 8           | 7           | DNF         | 5           | DNF         | 10          | 6           | 5           | 10          | 9           | 7           | DNF         | 10          | 8           | 6      |
| 12   | 19  | Jos Verstappen        | DNF         | 7           | 14          | DNF         | DNF         | DNF         | DNF         | 5           | DNF         | DNF         | DNF         | 13          | 15          | 4           | DNF         | DNF         | 10          | 5      |
| 13   | 7   | Eddie Irvine          | DNF         | DNF         | 7           | 13          | 11          | DNF         | 4           | 13          | 13          | WD          | 10          | 8           | 10          | DNF         | 7           | 8           | 6           | 4      |
| 14   | 23  | Ricardo Zonta         | 6           | 9           | 12          | DNF         | 8           | DNF         | DNF         | 8           | DNF         | DNF         | DNF         | 14          | 12          | 6           | 6           | 9           | DNF         | 3      |
| 15   | 12  | Alexander Wurz        | 7           | DNF         | 9           | 9           | 10          | 12†         | DNF         | 9           | DNF         | 10          | DNF         | 11          | 13          | 5           | 10          | DNF         | 7           | 2      |
| 16   | 18  | Pedro de la Rosa      | DNF         | 8           | DNF         | DNF         | DNF         | 6           | DNS         | DNF         | DNF         | DNF         | 6           | 16          | 16          | DNF         | DNF         | 12          | DNF         | 2      |
| 17   | 8   | Johnny Herbert        | DNF         | DNF         | 10          | 12          | 13          | 11†         | 9           | DNF         | DNF         | 7           | DNF         | DNF         | 8           | DNF         | 11          | 7           | DNF         | 0      |
| 18   | 16  | Pedro Diniz           | DNF         | DNS         | 8           | 11          | DNF         | 7           | DNF         | 10          | 11          | 9           | DNF         | DNF         | 11          | 8           | 8           | 11          | DNF         | 0      |
| 19   | 20  | Marc Gené             | 8           | DNF         | DNF         | 14          | 14          | DNF         | DNF         | 16†         | 15          | 8           | DNF         | 15          | 14          | 9           | 12          | DNF         | DNF         | 0      |
| 20   | 15  | Nick Heidfeld         | 9           | DNF         | DNF         | DNF         | 16          | EX          | 8           | DNF         | 12          | DNF         | 12†         | DNF         | DNF         | DNF         | 9           | DNF         | DNF         | 0      |
| 21   | 21  | Gastón Mazzacane      | DNF         | 10          | 13          | 15          | 15          | 8           | DNF         | 12          | DNF         | 12          | 11          | DNF         | 17          | 10          | DNF         | 15          | 13†         | 0      |
| 22   | 14  | Jean Alesi            | DNF         | DNF         | DNF         | 10          | DNF         | 9           | DNF         | DNF         | 14          | DNF         | DNF         | DNF         | DNF         | 12          | DNF         | DNF         | 11          | 0      |
| 23   | 7   | Luciano Burti         |             |             |             |             |             |             |             |             |             | 11          |             |             |             |             |             |             |             | 0      |
| Pos. | Nr. | Coureur               | AUS         | BRA         | SMR         | GBR         | SPA         | EUR         | MON         | CAN         | FRA         | OOS         | DUI         | HON         | BEL         | ITA         | VST         | JPN         | MAL         | Punten |
| Pos. | Nr. | Coureur               | Grands Prix |             |             |             |             |             |             |             |             |             |             |             |             |             |             |             |             | Punten |

| Resultaat                       |
| ------------------------------- |
| Winnaar                         |
| Tweede plaats                   |
| Derde plaats                    |
| Gefinisht (punten behaald)      |
| Gefinisht (geen punten behaald) |
| Niet geklasseerd (NC)           |
| Uitgevallen (DNF)               |
| Niet gekwalificeerd (DNQ)       |
| Gediskwalificeerd (DSQ)         |
| Niet gestart (DNS)              |
| Gewond (INJ)                    |
| Uitgesloten (EX)                |
| Teruggetrokken (WD)             |
| Niet deelgenomen (blanco cel)   |
| P Pole position                 |
| S Snelste ronde                 |

Opmerking:

† — Coureur is niet gefinisht in de GP, maar heeft wel 90% van de race-afstand afgelegd, waardoor hij als geklasseerd genoteerd staat.

### Klassement bij de constructeurs
| Pos. | Constructeur       | Nr. | Grands Prix | Grands Prix | Grands Prix | Grands Prix | Grands Prix | Grands Prix | Grands Prix | Grands Prix | Grands Prix | Grands Prix | Grands Prix | Grands Prix | Grands Prix | Grands Prix | Grands Prix | Grands Prix | Grands Prix | Punten |
| Pos. | Constructeur       | Nr. | AUS         | BRA         | SMR         | GBR         | SPA         | EUR         | MON         | CAN         | FRA         | OOS         | DUI         | HON         | BEL         | ITA         | VST         | JPN         | MAL         | Punten |
| ---- | ------------------ | --- | ----------- | ----------- | ----------- | ----------- | ----------- | ----------- | ----------- | ----------- | ----------- | ----------- | ----------- | ----------- | ----------- | ----------- | ----------- | ----------- | ----------- | ------ |
| 1    | Ferrari            | 3   | 1           | 1S          | 1           | 3           | 5P          | 1S          | DNFP        | 1P          | DNFP        | DNF         | DNF         | 2P          | 2           | 1P          | 1P          | 1P          | 1P          | 170    |
| 1    | Ferrari            | 4   | 2S          | DNF         | 4           | DNFP        | 3           | 4           | 2           | 2           | 3           | 3           | 1S          | 4           | DNFS        | DNF         | 2           | 4           | 3           | 170    |
| 2    | McLaren-Mercedes   | 1   | DNFP        | DNFP        | 2PS         | 2S          | 1S          | 2           | 6S          | 4S          | 2           | 1P *        | 2           | 1S          | 1P          | 2S          | DNF         | 2S          | 4S          | 152 *  |
| 2    | McLaren-Mercedes   | 2   | DNF         | DSQ         | 3           | 1           | 2           | 3P          | 1           | 7           | 1S          | 2S          | 3P          | 3           | 4           | DNF         | 5S          | 3           | 2           | 152 *  |
| 3    | Williams-BMW       | 9   | 3           | 5           | DNF         | 4           | 4           | DNF         | DNF         | 14†         | 5           | DNF         | 7           | 5           | 3           | 3           | DNF         | DNF         | DNF         | 36     |
| 3    | Williams-BMW       | 10  | DNF         | 6           | DNF         | 5           | 17†         | 10†         | DNF         | 11          | 8           | 5           | 4           | 9           | 5           | DNF         | DNF         | 5           | DNF         | 36     |
| 4    | Benetton-Playlife  | 11  | 5           | 2           | 11          | 7           | 9           | 5           | 3           | 3           | 9           | DNF         | DNF         | DNF         | DNF         | 11          | DNF         | 14          | 9           | 20     |
| 4    | Benetton-Playlife  | 12  | 7           | DNF         | 9           | 9           | 10          | 12†         | DNF         | 9           | DNF         | 10          | DNF         | 11          | 13          | 5           | 10          | DNF         | 7           | 20     |
| 5    | BAR-Honda          | 22  | 4           | DNF         | 5           | 16†         | DNF         | DNF         | 7           | 15†         | 4           | 4           | 8           | 12          | 7           | DNF         | 4           | 6           | 5           | 20     |
| 5    | BAR-Honda          | 23  | 6           | 9           | 12          | DNF         | 8           | DNF         | DNF         | 8           | DNF         | DNF         | DNF         | 14          | 12          | 6           | 6           | 9           | DNF         | 20     |
| 6    | Jordan-Mugen-Honda | 5   | DNF         | 3           | DNF         | 17†         | 6           | DNF         | 10†         | DNF         | 7           | DNF         | DNF         | 6           | 6           | DNF         | 3           | DNF         | DNF         | 17     |
| 6    | Jordan-Mugen-Honda | 6   | DNF         | 4           | 15†         | 6           | 12          | DNF         | DNF         | 6           | 6           | DNF         | 9           | 7           | DNF         | DNF         | DNF         | 13          | 12          | 17     |
| 7    | Arrows-Supertec    | 18  | DNF         | 8           | DNF         | DNF         | DNF         | 6           | DNS         | DNF         | DNF         | DNF         | 6           | 16          | 16          | DNF         | DNF         | 12          | DNF         | 7      |
| 7    | Arrows-Supertec    | 19  | DNF         | 7           | 14          | DNF         | DNF         | DNF         | DNF         | 5           | DNF         | DNF         | DNF         | 13          | 15          | 4           | DNF         | DNF         | 10          | 7      |
| 8    | Sauber-Petronas    | 16  | DNF         | DNS         | 8           | 11          | DNF         | 7           | DNF         | 10          | 11          | 9           | DNF         | DNF         | 11          | 8           | 8           | 11          | DNF         | 6      |
| 8    | Sauber-Petronas    | 17  | DSQ         | DNS         | 6           | 8           | 7           | DNF         | 5           | DNF         | 10          | 6           | 5           | 10          | 9           | 7           | DNF         | 10          | 8           | 6      |
| 9    | Jaguar-Cosworth    | 7   | DNF         | DNF         | 7           | 13          | 11          | DNF         | 4           | 13          | 13          | WD          | 10          | 8           | 10          | DNF         | 7           | 8           | 6           | 4      |
| 9    | Jaguar-Cosworth    | 7   |             |             |             |             |             |             |             |             |             | 11          |             |             |             |             |             |             |             | 4      |
| 9    | Jaguar-Cosworth    | 8   | DNF         | DNF         | 10          | 12          | 13          | 11†         | 9           | DNF         | DNF         | 7           | DNF         | DNF         | 8           | DNF         | 11          | 7           | DNF         | 4      |
| 10   | Minardi-Fondmetal  | 20  | 8           | DNF         | DNF         | 14          | 14          | DNF         | DNF         | 16†         | 15          | 8           | DNF         | 15          | 14          | 9           | 12          | DNF         | DNF         | 0      |
| 10   | Minardi-Fondmetal  | 21  | DNF         | 10          | 13          | 15          | 15          | 8           | DNF         | 12          | DNF         | 12          | 11          | DNF         | 17          | 10          | DNF         | 15          | 13†         | 0      |
| 11   | Prost-Peugeot      | 14  | DNF         | DNF         | DNF         | 10          | DNF         | 9           | DNF         | DNF         | 14          | DNF         | DNF         | DNF         | DNF         | 12          | DNF         | DNF         | 11          | 0      |
| 11   | Prost-Peugeot      | 15  | 9           | DNF         | DNF         | DNF         | 16          | EX          | 8           | DNF         | 12          | DNF         | 12†         | DNF         | DNF         | DNF         | 9           | DNF         | DNF         | 0      |
| Pos. | Constructeur       | Nr. | AUS         | BRA         | SMR         | GBR         | SPA         | EUR         | MON         | CAN         | FRA         | OOS         | DUI         | HON         | BEL         | ITA         | VST         | JPN         | MAL         | Punten |
| Pos. | Constructeur       | Nr. | Grands Prix |             |             |             |             |             |             |             |             |             |             |             |             |             |             |             |             | Punten |

| Resultaat                       |
| ------------------------------- |
| Winnaar                         |
| Tweede plaats                   |
| Derde plaats                    |
| Gefinisht (punten behaald)      |
| Gefinisht (geen punten behaald) |
| Niet geklasseerd (NC)           |
| Uitgevallen (DNF)               |
| Niet gekwalificeerd (DNQ)       |
| Gediskwalificeerd (DSQ)         |
| Niet gestart (DNS)              |
| Gewond (INJ)                    |
| Uitgesloten (EX)                |
| Teruggetrokken (WD)             |
| Niet deelgenomen (blanco cel)   |
| P Pole position                 |
| S Snelste ronde                 |

Opmerkingen:

† — Coureur is niet gefinisht in de GP, maar heeft wel 90% van de race-afstand afgelegd, waardoor hij als geklasseerd genoteerd staat.

* McLaren-Mercedes kreeg, als constructeur, een straf van 10 WK-punten vanwege een technische onregelmatigheid (ontbrekend zegel van Häkkinens wagen) tijdens de Grand Prix van Oostenrijk.
1950 · 1951 · 1952 · 1953 · 1954 · 1955 · 1956 · 1957 · 1958 · 1959 · 1960 · 1961 · 1962 · 1963 · 1964 · 1965 · 1966 · 1967 · 1968 · 1969 · 1970 · 1971 · 1972 · 1973 · 1974 · 1975 · 1976 · 1977 · 1978 · 1979 · 1980 · 1981 · 1982 · 1983 · 1984 · 1985 · 1986 · 1987 · 1988 · 1989 · 1990 · 1991 · 1992 · 1993 · 1994 · 1995 · 1996 · 1997 · 1998 · 1999 · 2000 · 2001 · 2002 · 2003 · 2004 · 2005 · 2006 · 2007 · 2008 · 2009 · 2010 · 2011 · 2012 · 2013 · 2014 · 2015 · 2016 · 2017 · 2018 · 2019 · 2020 · 2021 · 2022 · 2023 · 2024 · 2025 · 2026 
 Lijst van Formule 1 Grand Prix-wedstrijden